# アルベール・パイミ・パダケ
アルベール・パイミ・パダケ（アラビア語: ألبر بهيمي بدكي, ラテン文字転写: Albert Pahimi Padacké, 1966年11月15日 - ）は、チャドの政治家。

## 経歴
パラ副県のグイン（現在の西マヨ・ケッビ州）に生まれる。ンジャメナ大学で法学を専攻した。
1990年代に財相を務めていたが、1997年11月に職務を欠席したとして当時の大統領であったイドリス・デビによって貿易大臣の職を解任された。後に2001年2月に国務長官に就任し、2001年4月8日には鉱山・エネルギー・石油大臣に指名された。8月に無任所大臣に転じ、翌年6月まで務めた。
2002年4月にチャドの民主主義のための国民同盟（RNDT）のメンバーとして国民議会に選出された。 同年6月から2005年8月まで、中部アフリカ諸国経済共同体のメンバーであった。その後、2005年8月7日に農相に任命された。
2006年の大統領選挙においてチャドの民主主義のための国民同盟から公式候補となり、得票率7.82％で3位（最下位）になった。結果が発表された直後の5月29日にデビの再選を祝福した。2007年3月4日に法相に転じ、2008年4月23日に郵便情報技術通信大臣に就任した。2011年の大統領選挙にも出馬し、デビと一騎打ちになったが得票率6.03％で敗北した。
2016年2月13日、首相であったカルズベ・パイミ・ドゥベの辞任を受けて後任の首相に任命され、翌日に就任した。8月8日にデビが大統領4選を果たすと、パイミ・パダケは首相職を辞したがすぐに再任された。
大統領権限を強化し、首相職を廃止する新憲法が採択された後の2018年5月4日に首相職を辞した。デビの死後に暫定軍事評議会が発足すると暫定政府の首相に任命された。 2022年10月11日に辞任表明。
2024年3月13日、アルバート・パヒミ・パダケ氏は、彼の政党であるチャド民主主義国民集会（RNDT-ル・レヴェイユ）により、2024年5月6日の大統領選挙の候補者に指名された。